# Golanská větrná farma
Golanská větrná farma je izraelská větrná farma, nacházející se v nadmořské výšce 1050 m n. m. na hoře Bnej Rasan, 5 kilometrů jižně od Kunejtry na Golanských výšinách. Byla vybudována v roce 1992 společností Mej Eden (doslova „Vody Edenu“) s podporou tehdejšího ministerstva energetiky a infrastruktury. Jde o první větrnou farmu v Izraeli a první komerční větrný projekt na Blízkém východě.
Její součástí je deset větrných turbín Floda 600, které souhrnně generují 6 MW. Vyrobenou elektřinu využívá továrna společnosti Mej Eden, vinařství na Golanských výšinách a dalších zhruba 20 tisíc obyvatel. Zbývající elektřina putuje do rozvodné sítě.
Lokalizace větrné farmy byla založena na rozsáhlém tříletém průzkumu větrného proudění, které bylo na Golanských výšinách prováděno na 20 různých lokalitách.

## Budoucnost
Společnosti Mej Golan (doslova „Vody Golan“) byla udělena licence na výstavbu větrné farmy na Golanských výšinách souhrnně generující 400 MW. Projekt v celkové ceně 500 milionů dolarů sestává z 150 větrných turbín rozmístěných na ploše 140 km2 v severovýchodní části Golanských výšin od drúzské vesnice Madždal Šams po mošav Alonej ha-Bašan. Zbudovaná by měla být převážně na soukromých pozemcích.
Partnerství mezi společností Mej Golan a americkou energetickou společností AES Corporation bylo oceněno na 600 milionů dolarů.
Podle izraelského Ministerstva zahraničních věcí je do budoucna plánováno zbudování větrných farem v Galileji, Aravě a Negevu. Za tímto účelem byly podniknuty následující kroky:
- identifikace lokalit s vhodným větrným prouděním
- udělení licencí developerům větrných farem
- podpora výzkumu a vývoje